# Erik van Rossum
Erik van Rossum (nacido el 27 de marzo de 1963) es un exfutbolista neerlandés que se desempeñaba como defensa.
Jugó para clubes como el NEC Nimega, Twente, Willem II Tilburgo, Beerschot, Plymouth Argyle, Verdy Kawasaki y Albireo Niigata.

## Trayectoria

### Clubes
| Club               | País         | Año         |
| ------------------ | ------------ | ----------- |
| NEC Nimega         | Países Bajos | 1983 - 1987 |
| Twente             | Países Bajos | 1988        |
| Willem II Tilburgo | Países Bajos | 1989        |
| Beerschot          | Bélgica      | 1989 - 1991 |
| Plymouth Argyle    | Inglaterra   | 1991 - 1992 |
| Verdy Kawasaki     | Japón        | 1993        |
| Albireo Niigata    | Japón        | 1995        |

## Palmarés

### Títulos nacionales
| Título         | Club           | País  | Año  |
| -------------- | -------------- | ----- | ---- |
| Copa J. League | Verdy Kawasaki | Japón | 1993 |
| J1 League      | Verdy Kawasaki | Japón | 1993 |